# Hültershagen
Hültershagen ist als ein Teil der ehemals selbstständigen Gemeinde Frönsberg in Nordrhein-Westfalen seit dem 1. Januar 1975 ein Ortsteil der Stadt Hemer.
Hültershagen bildet den südlichen Rand der ehemaligen Gemeinde Frönsberg und grenzt so an die Ortschaften Schwarzpaul und Heide, die vor 1975 noch zur Gemeinde Garbeck gehörten. Weitere Nachbarsiedlungen sind Beckmerhagen, Ebberg und Heppingsen. Hültershagen befindet sich unweit der Quelle des Baches Becksiepen, der bei Heppingsen in den Heppingser Bach mündet.